# Roderick Weusthof
Roderick Weusthof, född den 18 maj 1982 i Nijmegen, Nederländerna, är en nederländsk landhockeyspelare.
Han tog OS-silver i herrarnas landhockeyturnering i samband med de olympiska landhockeytävlingarna 2012 i London.